# Барбё-Дюбур, Жак
Жак Барбё-Дюбур (12 февраля 1709 года, Майенн — 14 декабря 1779 года, Париж) — французский врач, ботаник, писатель, переводчик и издатель. Первым разработал графический метод описания истории, который назвал Хронографией. Перевел на французский язык Бенджамина Франклина, а также был изобретателем зонтика с громоотводом.

## Биография
Поначалу Барбё-Дюбур занимался богословием, но затем посвятил свою жизнь науке. Изучал медицину в Париже и в 1748 году получил докторскую степень.
Он был последователем Бенджамина Франклина, поддерживал с ним постоянную дружескую переписку. Барбё-Дюбур перевел часть ранней экспериментальной работы Франклина на французский язык в 1762 году, после чего опубликовал её в газете d’Epidaure и в своем медицинском журнале. Затем он продолжил публикацию французского перевода статьи Наблюдения и эксперименты Франклина в 1773 году. «Зонт-громоотвод» Барбё-Дюбура, представлял собой обычный зонт с высоким шпилем и цепью, но был сконструирован так, чтобы обеспечить защиту от молний. Подобную конструкцию применяли женщины того времени, нося молниеотводы на своих шляпах.
Барбё-Дюбур был членом Королевского медицинского общества в Париже, Медицинского общества Лондона и Американского философского общества Филадельфии.. Он является автором многочисленных книг и статей, в том числе:
- Хронография или описание времени, содержащее всю последовательность принципов Вселенной и главных событий каждого столетия… (Париж, 1753 г.), одна из самых оригинальных карт, созданных в этот период. Диаграмма имела длину в 16,5 метров и была смонтирована на аппарате со свитками и кривошипами, чтобы позволить читателю свободно перемещаться по полотну всемирной истории — устройство, которое Барбё-Дюбур назвал «хронографической машиной».[7]
- Газета d'Épidaure или Медицинские новости с размышлениями об упрощении теории и практики просвещения (Париж, 1753 г.).
- Французская ботаника, включающая общие и распространенные растения (в 2 т., Париж, 1767 г.).[8]
- Малый свод правил человеческого разума, или Краткое изложение доводов, помогающих людям стать просвещенными и счастливыми (Париж, 1789).[9]

Во время американской революции французское правительство назначило Барбё-Дюбура секретным посредником американцев, но вскоре он был признан непригодным для выполнения этой задачи и заменен Бомарше. Как рассказывает Стритер Басс: «Он был слишком стар, ему не хватало деловой хватки, и — что куда более важно — он был опасен и болтлив».
Барбё-Дюбур написал статью «Хронология» для Энциклопедии Дени Дидро и Жана Ле Рона Даламбера.
Умер Жак Барбё-Дюбур в 1779 году в Париже, его прах был похоронен в часовне церкви Сен-Симфорьен в аббатстве Сен-Жермен-де-Пре.

## Хронографические карты
Работа Универсальные и детальные карты, которые зависят от генеалогической и временной шкалы была сокращена до «Хронографические карты» и стала первой синхрооптический визуализацией, в которой была осуществлена попытка отразить историю мира от Эдемского сада до Эпохи Просвещения в Европе.

## Галерея

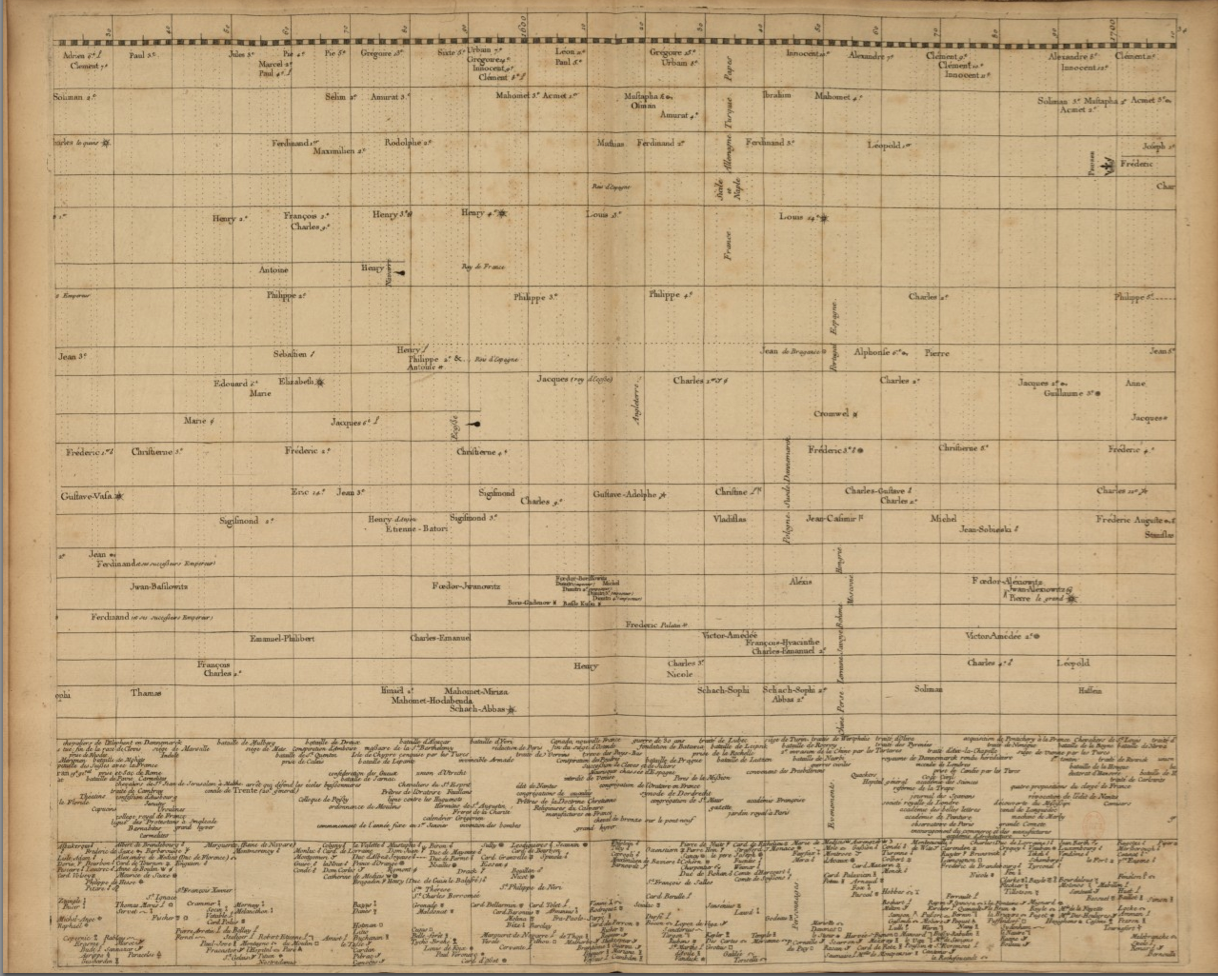
Жак Барбё-Дюбур. «Хронография или описание времени…», таблица 34, Париж, 1753 г.
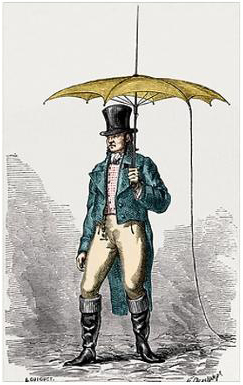
Зонт, оснащенный громоотводом, разработанным Жаком Барбё-Дюбуром. Гравюра XVIII века.